# Mill Creek (Codorus Creek)
Der Mill Creek (englisch für „Mühlbach“) ist ein kleiner Bach im York County im US-Bundesstaat Pennsylvania.
Er entspringt im York Township nahe dem Borough Red Lion auf ungefähr 262 m Seehöhe. Der Bach fließt zuerst in nördliche Richtung durch die Gemeinde Yoe, später östlich an der Stadt York vorbei, bevor er sich nach Westen wendet und kurz darauf in den Codorus Creek mündet. Im Unterlauf folgt die Interstate 83 dem Gewässerverlauf.
Nach Angabe des USGS ist der Mill Creek etwa 16,6 km lang und hat ein Einzugsgebiet von 47,6 km².